# Carnegie Hall

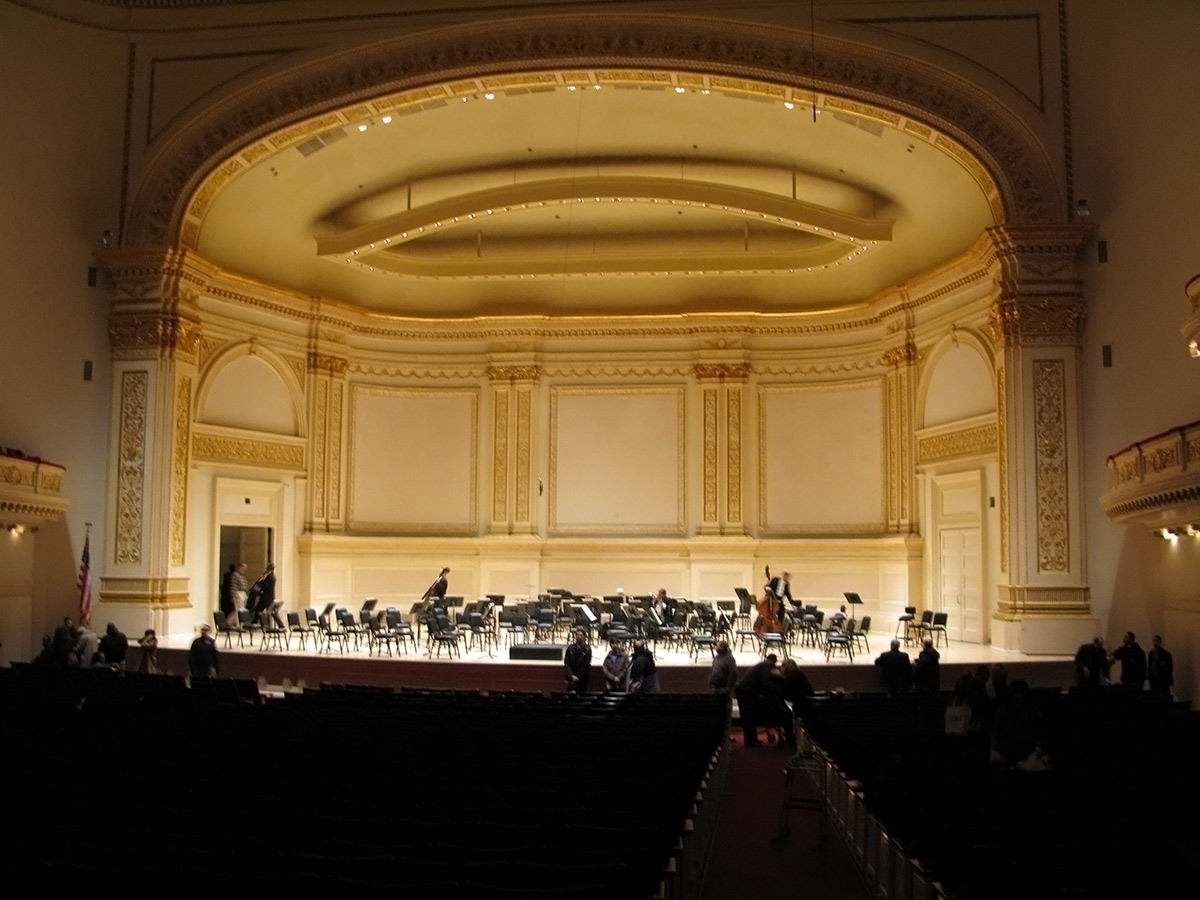
A világhírű Isaac Stern Auditorium üres színpada egy koncert után

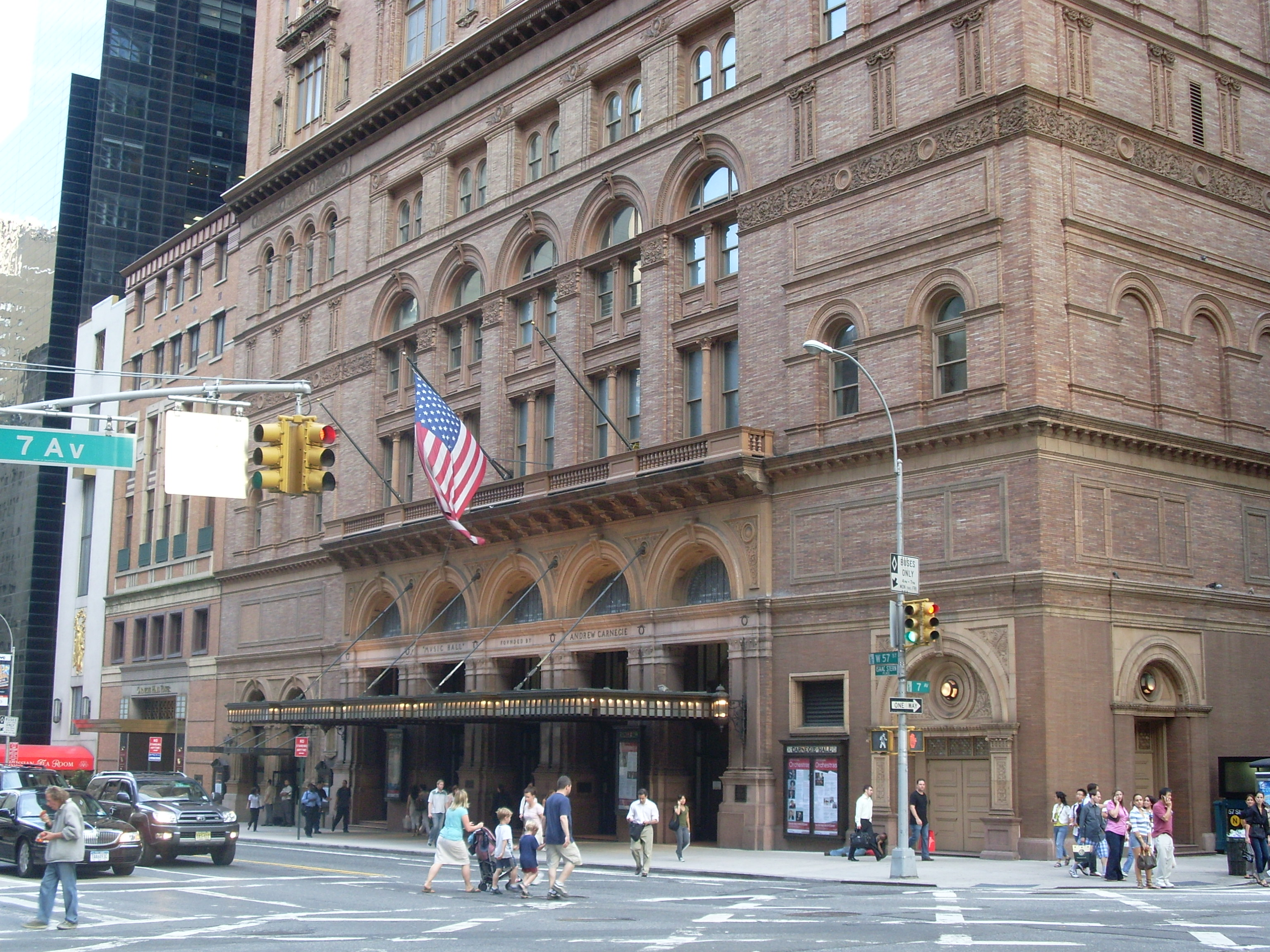
A Carnegie Hall épülete, New York, 2008

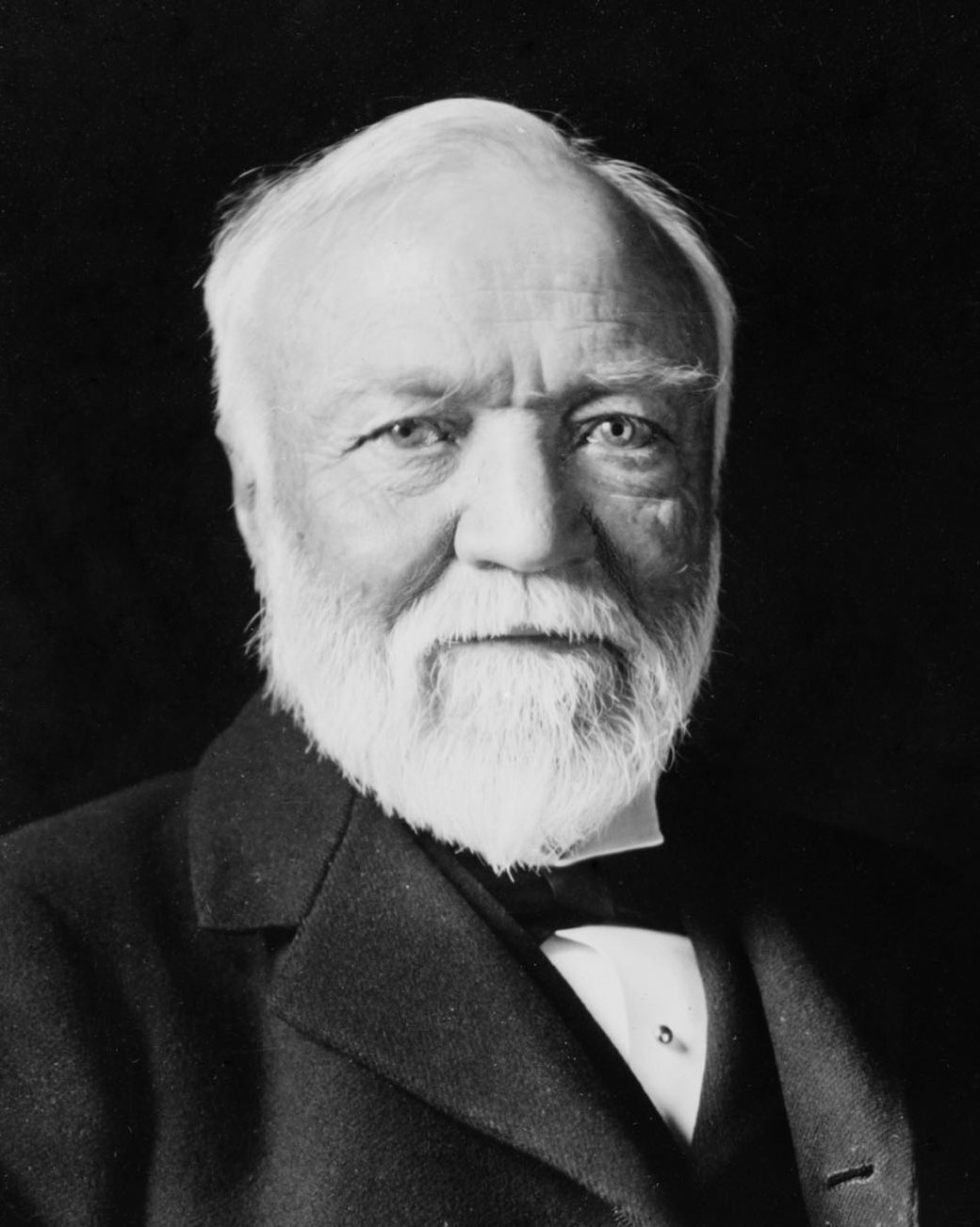
Andrew Carnegie iparmágnás, a tulajdonában lévő Carnegie Steel Company az 1890-es években a legnagyobb és legjobban jövedelmező ipari vállalkozás volt a világon

A Carnegie Hall (ejtve /ˈkɑːrnɪɡi hɔl/) világszerte kiváló akusztikájáról ismert New York-i koncertkomplexum, a klasszikus zene „temploma”. William B. Tunthill építész tervei alapján olasz neoreneszánsz stílusban készült, és 1891-ben nyílt meg. Eredeti tulajdonosa és építtetője, az iparmágnás Andrew Carnegie nevét viseli, aki az épület és a koncertterem építésének idejében a világ második leggazdagabb embere volt John D. Rockefeller után. A megnyitó alkalmából rendezett ötnapos zenei fesztivál vendégkarmestere Pjotr Iljics Csajkovszkij volt. 1960-ig a New York-i Filharmonikusok otthonaként is funkcionált. 
Bármi, ami megéri, hogy birtokoljuk az életben, megéri, hogy dolgozzunk érte
1960-ban került a város tulajdonába az épület, utolsó nagyobb átalakítása és felújítása 1986-ban és 2003-ban történt. Az épület számtalan teremmel, stúdióval és műteremlakással rendelkezik. Évente átlagosan 250 rendezvény helyszíne.
Fő hangversenyterme a 2800 személyes Isaac Stern terem (Isaac Stern Auditorium), 599 személyes a Zankel terem (Zankel hall) és 268 nézőt fogad be a Weill Recital terem (Weill Recital Hall ). 1986-ban nyitották meg a Rose Múzeumot. 1991-ben létrejött a száz évig elhanyagolt állapotban lévő dokumentumok archívuma is.
A klasszikus zene világhírű előadói mellett a dzsessz és a popzene nagyjai is fellépnek az épületben. Az első dzsesszhangversenyt Benny Goodman 1938-ban adta, vendégelőadók voltak Count Basie és Duke Ellington. 1955-ben Bill Haley és a Comets nyitotta a popzenészek sorát, 1964-ben a Beatles is adott itt két hangversenyt.

## Világpremierek a Carnegie Hallban
- IX. („Az Újvilágból”) szimfónia, op. 95 – Antonín Dvořák – 1893. december 16., New York Philharmonic, karmester: Seidl Antal
- Sinfonia Domestica – Richard Strauss – 1904. március 21., Wetzler Symphony Orchestra, karmester: Richard Strauss
- Concerto in F – George Gershwin – 1925 december 3. , New York Symphony Orchestra, George Gershwin, piano, karmester: Walter Damrosch
- Egy amerikai Párizsban – George Gershwin – 1928. december 13., New York Philharmonic, karmester: Walter Damrosch
- Variations on a Theme of Corelli – Sergey Rachmaninov – 1931. november 7., Sergey Rachmaninov, zongora
- Density 21.5 – Edgard Varèse – 1936. február 16., Georges Barrère, flute
- Kontrasztok – Bartók Béla – 1939. január 9., Benny Goodman, clarinét, Szigeti József, hegedű, és Petri Endre, zongora
- Chamber Symphony No. 2 op. 38 – Arnold Schönberg – 1940. december 15., New Friends of Music, karmester: Fritz Stiedry
- New World A-Comin' – Duke Ellington – 1943. december 11., Duke Ellington and His Orchestra
- Symphonic Metamorphosis of Themes by Carl Maria von Weber – Paul Hindemith – 1944. január 20., New York Philharmonic, karmester: Artur Rodziński
- Ode to Napoleon Buonaparte for Voice and Piano Quintet, op. 41 – Arnold Schönberg – 1944. november 23., New York Philharmonic, karmester: Artur Rodziński
- Symphony in Three Movements – Igor Stravinsky – 1946. január 24., New York Philharmonic, karmester: Igor Stravinsky
- Ebony Concerto – Igor Stravinsky – 1946. március 25., Woody Herman and His Orchestra, karmester: Walter Hendl
- Symphony No. 3, "The Camp Meeting" by Charles Ives – 1946. április 5., New York Little Symphony, karmester: Lou Harrison, in Carnegie Chamber Music Hall (now known as Weill Recital Hall)
- Hymne pour grande orchestra (Hymne au Saint Sacrament) – Olivier Messiaen – 1947. március 13., New York Philharmonic, karmester: Leopold Stokowski
- Symphony No. 2 – Charles Ives – 1951. február 22., New York Philharmonic, karmester: Leonard Bernstein
- Symphony No. 4 – Charles Ives – 1965. április 26., American Symphony Orchestra, karmester: Leopold Stokowski
- Evocations for Orchestra by Carl Ruggles – 1971. február 2., National Orchestral Association, karmester: John Perras
- Concerto for Oboe and Orchestra – John Corigliano – 1975. november 9., American Symphony Orchestra, Bert Lucarelli, oboe, karmester: Akiyama Kazuyoshi
- Piano Concerto No. 1 by Milton Babbitt – 1986. január 19., American Composers Orchestra, Alan Feinberg, piano, karmester: Charles Wuorinen
- Concerto #1 by Gregory Magarshak – 1991, Manhattan Symphony Orchestra, karmester: Peter Tiboris
- Symphony No. 6 "Plutonian Ode" for soprano and orchestra by Philip Glass,- szöveg: Allen Ginsberg – February 3, 2002, American Composers Orchestra, Lauren Flanigan, soprano, karmester: Dennis Russell Davies
- American Berserk – John Coolidge Adams – 2002. február 25., Garrick Ohlsson, piano
- Symphony of Psalms – Imant Raminsh – 2002, karmester: Candace Wicke
- Women at an Exhibition for chamber orchestra, electronics, and video by Randall Woolf – 2004. november 17., American Composers Orchestra, karmester: Steven Sloane, video by Mary Harron and John C. Walsh
- Between Hills Briefly Green performed by Vermont Youth Orchestra. karmester: Troy Peters. 2004. szeptember
- Algunas metáforas que aluden al tormento, a la angustia y a la Guerra for percussion quartet and chamber orchestra by Carlos Carrillo – 2005. január 21., American Composers Orchestra and So Percussion, karmester: Steven Sloane
- Traps Relaxed – Dan Trueman – 2005. január 21., American Composers Orchestra, Dan Trueman, electronic violin and laptop, karmester: Steven Sloane
- Glimmer – Jason Freeman – 2005. január 21., American Composers Orchestra, karmester: Steven Sloane
- Concerto for Winds "Some Other Blues" – Daniel Schnyder – 2005. február 8., Orpheus Chamber Orchestra
- Requiem by Steven Edwards – 2006. november 20.
- Catenaires – Elliott Carter – 2006. december 11., Pierre-Laurent Aimard, piano (composer present at premiere)
- Antworte by TaQ – 2007. március 11., New York Symphonic Ensemble, karmester: Mamoru Takahara
- Concerto for Cello – Thomas Sleeper – 2008. március 23., Florida Youth Orchestra, karmester: Thomas Sleeper, Jillian Bloom, cello
- The Undeterred by Scott R. Munson – 2007. november 18., piano (Dong Gyun Ham), musical saw (Natalia Paruz) és bariton (Byung Woo Kim)
- Violin Concertino by Clint Needham – 2007. december 9., New York Youth Symphony, karmester: Ryan McAdams, William Harvey, violin
- Rain, River, Sea by Dr. Patrick Long – 2008. március 7., Susquehanna University Masterworks Chorus and Orchestra, Dr. Jennifer Sacher-Wiley conducting, Nina Tober, soprano, David Steinau, bariton
- Eureka! by Patrick J. Burns – 2008. március 24., Westlake High School Wind Ensemble, Mr. Brian Peter conductor.
- Incline by Matt McBane – 2008. március 24., Westlake High School Chamber Orchestra, Mrs. Elizabeth Blake conductor.
- Hit the Ground Running by Gordon Goodwin – 2008. március 24., Westlake High School Studio Jazz, Mr. Brian Peter conducting, Gordon Goodwin, tenor saxophone
- The Five Changes by Gregory Youtz – 2008. június 1., Oregon State University Wind Ensemble, Dr. Christopher Chapman conducting, Robert Brudvig, percussion
- The Phoenix Rising by Stella Sung- 2008. június 15., performed by the Florida Festival Youth Orchestra, karmester: Jonathan May.
- Alligator Songs by Daniel May- 2008. június 15., performed by the Florida Festival Youth Orchestra, karmester: Jonathan May.
- The Ponce De Leon Suite by Robert Kerr- 2008. június 15., performed by the Florida Festival Youth Orchestra, karmester: Jonathan May.
- Symphony No. 5 (Concerto for Orchestra) by Ellen Taaffe Zwilich – 2008. október 27., performed by The Juilliard Orchestra conducted by James Conlon
- "Skyward" by Adam Wolf – 2009. június 16., performed by Eastlake High School led by Charles Wolf
- "An American Christmas Carol" – 2010 december 2. – Tim Janis
- "Pilgrim Soul" by Augusta Read Thomas – 2011. február 10., performed by Alyssa Kuhn, violin, Julieta Mihai, violin, Matthew Kuhn, cor anglais, Michael Barta, conducting
- Sufi Music Ensemble 2011. május 21., Performed by Steve Gorn, Hidayat Khan and Samir Chatterjee organized by the South Asian Music and Arts Association (SAMAA) in honor of Vilayat Khan.
- "Dies Irae" by Gabriel Smallwood – 2012. február 5. – Choirs from Forest Hills High School, Fort Hamilton High School, and Scarsdale High School; and The Orchestra of St. Luke's
- "A Man's Life" by Thomas Reeves – 2012. február 5. – Choirs from Forest Hills High School, Fort Hamilton High School, and Scarsdale High School; and The Orchestra of St. Luke's
- "Thus it was" by Anthony Constantino – 2012. február 5. – Choirs from Forest Hills High School, Fort Hamilton High School, and Scarsdale High School; and The Orchestra of St. Luke's